# واکفیلد-پیسدال (رود آیلند)
واکفیلد-پیسدال (به انگلیسی: Wakefield-Peacedale) شهری در ایالت رود آیلند کشور ایالات متحده آمریکا است که جمعیت آن در سرشماری سال ۲۰۱۰ میلادی، ۸٬۴۸۷ نفر بوده‌است.